# Scleroblitum
Scleroblitum là chi thực vật có hoa trong họ Amaranthaceae.